# Pere Careta i Sans
Pere Careta i Sans (Sentmenat, 1882 — Mollet del Vallès, 1960) fou un industrial català. Fou designat alcalde de Mollet del Vallès el 5 de març de 1942 fins al 18 d'octubre de 1943.
Fill d'una família catòlica tradicionalista, va néixer a Sentmenat l'any 1882 i el 1917 ja residia a Mollet del Vallès. Fou propietari d'un taller mecànic dedicat al treball del ferro, que anys més tard el seu fill, Ramon Careta i Pou, continuà i amplià amb la reparació de maquinària. També fou vocal de la primera junta del Casal Familiar Tradicionalista creat l'abril de 1933, membre de la V.O. Tercera Franciscana i de la Liga de Perseverancia local.
Formà part de la Comissió Gestora presidida per Josep Riba i Falgueras, després dels Fets d'Octubre de 1934. En acabar la Guerra Civil, s'afilià a la Falange Española i fou designat alcalde de Mollet del Vallès del 5 de març de 1942 fins al 18 d'octubre de 1943, renovant totalment la corporació municipal. Es creen noves comission per tal gestionar millor l'Ajuntament, com per exemple, la comissió d'hisenda, governació, obres, cultura (presidida per Ramon Negre i Pou), i d'abastiments. Posteriorment, fou 2n Tinent d'Alcalde i Síndic, de l'octubre de 1943 al febrer de 1949, i representant de l'ajuntament a la Junta de Beneficència el 1946. Va morir a Mollet del Vallès l'any 1960. El seu fill, Ramon Careta i Pou, fou alcalde del mateix municipi entre el 1963 i 1965.